# متحف شين يوكوهاما رامن

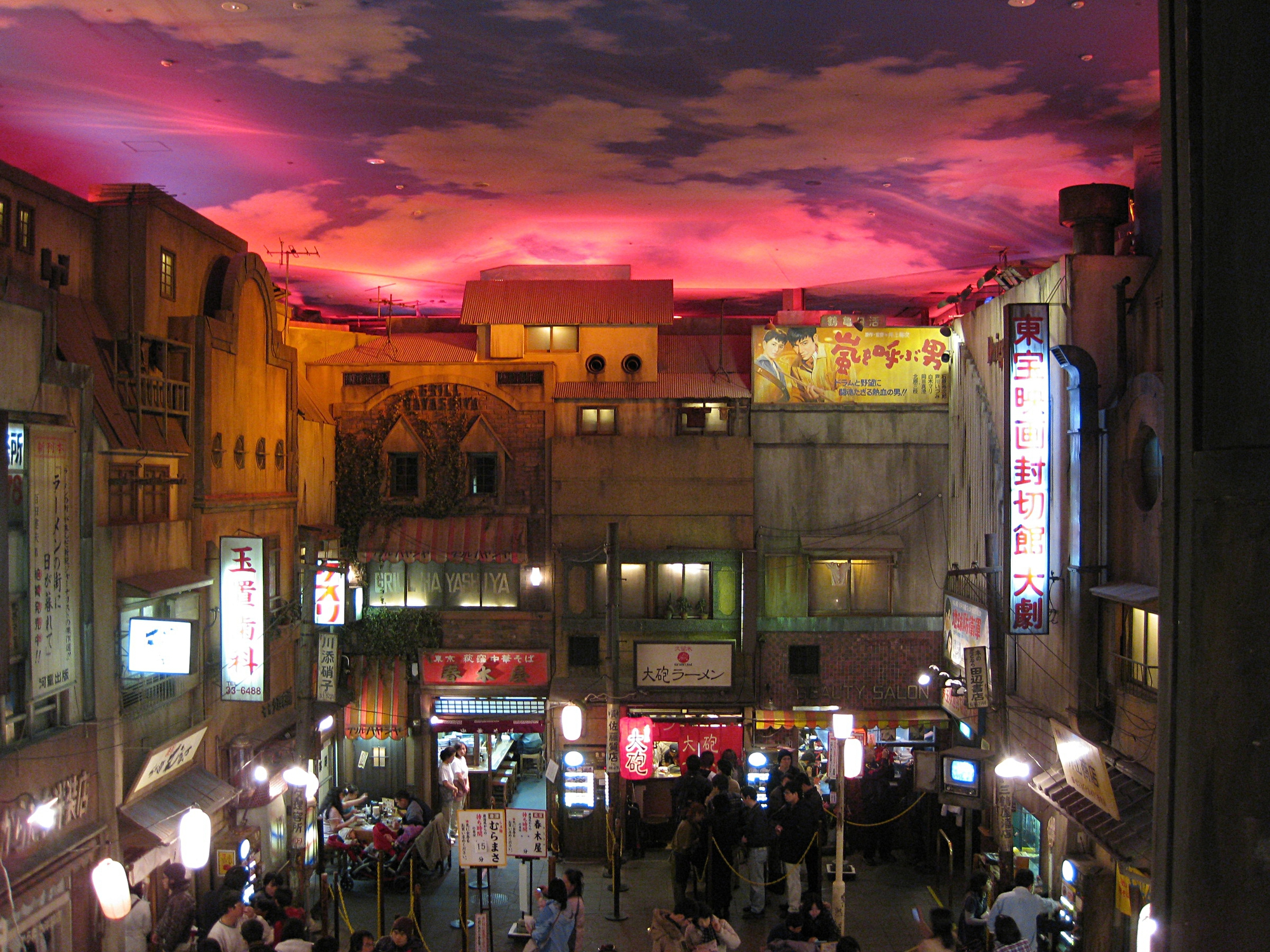
متحف شين يوكوهاما رامن.

متحف شين يوكوهاما رامن (باليابانية: 新横浜ラーメン博物館، بالانجليزية: Shin-Yokohama Raumen Museum) هو مدينة ترفيهية للأغذية، يقع المتحف في منطقة شين يوكوهاما في حي كوهوكو كو في يوكوهاما في اليابان.

## المتحف
يختص المتحف الياباني بحساء رامن المعكرونة، والتي تم تحضيرها أول مرة في العام 1958 في طوكيو. داخل المتحف يوجد فروع لمطاعم رامن شهيرة من مطعم كيوشو إلى مطعم هوكايدو، في عام 2013 أضاف المتحف مطعما أمريكيًا يسمى ايكيمن هوليوود إلى قائمة مطاعم المتحف، ثم قرر المطعم إغلاق فرعه في يونيو من عام 2014.
جنبا إلى جنب مع المطاعم، هناك حانة على الطراز القديم تسمى 35 كنوتس، حيث يمكن للزوار التدخين فيها، بالإضافة لبعض الأماكن الأخرى لشراء الوجبات الخفيفة التقليدية والمواد الغذائية، على مستوى الطابق الأرضي هناك متجر للهدايا التذكارية، ومحلات لبيع أطباق الرامن، كما يحتوي الطابق على مرافق لبيع أدوات الطبق، مع وجود طباخين متخصصين في طهي الرامن، افتتح المتحف في 3 مارس 1994.